# Владимир (Каллиграф)
Архимандрит Владимир Каллиграф (также — Калиграф, в миру — Василий Крыжановский; ум. 9 (20) августа 1760, Ярославль) — православный богослов, архимандрит Русской православной церкви.

## Биография
Крещёный еврей, выпускник Киевской духовной академии, затем учитель в ней.
С 1755 года префект и наставник богословия в Московской духовной академии. Был одним из последних русских последователей Аристотеля. Сохранились его рукописные лекции, почти дословно воспроизводящие «Institutiones philosophiae» Эдмона Пуршо. Часто ссылался на философию Лейбница. Вводил в курс преподававшейся им «эфики» элементы гражданского, уголовного и церковного права, в чём пошёл дальше Иоасафа Кроковского, с лекциями которого был знаком.
Вследствие проповеди, в которой критиковал чрезмерное упование москвичей на чудотворные иконы, на помощь Богородицы и апостолов в ущерб поклонению Иисусу Христу, в 1759 году был переведён в Ярославскую духовную семинарию. Однако там вскоре у него возник конфликт с митрополитом Арсением Мацеевичем, считавшим его учение «кальвинизмом и жидовством», и в сентябре 1759 года Владимир Каллиграф был переведён архимандритом Спасского монастыря в Ярославле. Там он заболел и умер 9 (20) августа 1760 года.